# Интуитивная музыка
Интуити́вная му́зыка (англ. Intuitive music) — одна из форм спонтанной музыкальной импровизации на основе экспромтного звукового воплощения какой-либо идеи, которая изначально может быть выражена в виде слов, графики, пластики или каким-либо иным способом.
Термин «интуитивная музыка» был введён в 1968 году немецким композитором Карлхайнцем Штокхаузеном.

## Специфика
Понятие «интуитивная музыка», в качестве определения открытой формы композиции, имеет сходство с понятием «свободная импровизация», но в своём определении Штокхаузен особо подчёркивает именно медитационный аспект интуитивной музыки, а слово «импровизация» он здесь не употребляет совсем, поскольку «это слово предполагает существования определённых правил в плане музыкальной организации: стилевой, ритмической, гармонической, мелодической и так далее». 
Концепция интуитивной музыки Штокхаузена основана на его духовно-эзотерических воззрениях: 
Музыка связана с герметической традицией долгими и тесными отношениями, неважно, понимаем ли мы эту традицию как одну лишь алхимию, или же как целостный комплекс оккультных искусств и наук на Западе. Музыка в данном её преломлении бывает двух видов: musica speculativa и musica practica. Обе они укоренены в пифагорейской традиции, которая, подобно герметической, является частью широкого спектра западного эзотеризма. Вот два великих влияния, исходящих от Пифагорейской школы: первое – то, что Космос основан на числе, и второе – что музыка имеет воздействие на душу и тело. Эти влияния и лежат в сердце спекулятивной и практической музыки соответственно. 
К интуитивным произведениям Штокхаузена относятся, например циклы «Из семи дней» («Aus den sieben Tagen», пятнадцать текстов интуитивной музыки, 1968), «Из грядущих времён» («Für kommende Zeiten», семнадцать текстов интуитивной музыки, 1968—1970) и другие.